# Robustocheles
Robustocheles är ett släkte av spindeldjur som beskrevs av Zacharda 1980. Robustocheles ingår i familjen Rhagidiidae.
Släktet innehåller bara arten Robustocheles robusta.